# تیهومیر (روستا)
تیهومیر (به بلغاری: Tihomir) یک منطقهٔ مسکونی در بلغارستان است که در شهرستان کیرکوفو واقع شده‌است.